# Morinda polyneura
Morinda polyneura är en måreväxtart som beskrevs av Friedrich Anton Wilhelm Miquel. Morinda polyneura ingår i släktet Morinda och familjen måreväxter. Inga underarter finns listade i Catalogue of Life.